# Портимао
Портимао (порт. Portimão) је значајан град у Португалији, смештен у њеном јужном делу. Град је у саставу округа Фаро, где чини једну од општина.
Портимао је важно одредиште туриста на Алгарвеу, најпривлачнијем делу португалске обале.

## Географија
Град Портимао се налази у крајње јужном делу Португалије. Од главног града Лисабона град је удаљен 280 километара јужно, а од Портоа град 560 километара јужно.
Рељеф: Портимао се развио у подручју Алгарве, најјужнијем делу копнене Португалије. Град се образовао на проширеном ушћу реке Оделуке у море. Градско залеђе је бреговито.
Клима: Клима у Портимаоу је изразита средоземна, са веома мало падавина.
Воде: Портимао се налази на Атлантском океану, на месту где се у њена улива река Оделука. Ушће је широко, што је било важно за образовање луке на датом месту. Град се развио на обе обале реке.

## Историја
Подручје Портимаоа насељено још у време праисторије. После тога град је имао тешко раздобље раног средњег века, када се сменило више владара. Град је коначно дошао поново у хришћанске руке 1249. године. Град је добило градска права 1924. г., када је почео брз развој града.

## Становништво
По последњих проценама из 2011. г. општина Портимао има око 55 хиљада становника, од чега око 36 хиљада живи на градском подручју.
Последњих година број становника у граду брзо расте.

## Партнерски градови
- Вила Реал
- Guanare
- Вилемомбл
- Buba
- Сао Висенте

## Галерија
- Зграда пристаништа у Портимаоу
- Градска Црква Христа Спаситеља
- Приобаље Портимаоа
- Једна од градских плажа